# 2001 год в истории железнодорожного транспорта
2001 год в истории железнодорожного транспорта

## События

### В России
- 13 февраля — столкновение пригородного поезда с автопоездом на переезде участка Белоостров — Дибуны. Погиб 1 пассажир, 10 получили ранения.
- 15 мая — в Санкт-Петербурге закрыт Варшавский вокзал.
- 11 июня — на Ленинградский вокзал Москвы прибыл первый скоростной поезд «Невский экспресс» (время в пути менее 5 часов)[1].
- 9 декабря — столкновение трёх грузовых поездов на станции Гонжа (Забайкальская железная дорога, Амурская область). Погибли 2 человека.
- На Приволжской железной дороге электрифицирован на переменном токе участок Карамыш — Петров Вал.
- Начато строительство Ладожского вокзала в Санкт-Петербурге.

### В мире
- 9 января — в Пакистане в провинции Синд близ города Котри сошёл с рельсов следовавший из Пешавара пассажирский поезд. Погибли более 15 человек, травмы получили порядка 200 человек[2].
- 28 февраля в Великобритания близ города Шелби произошло столкновение пассажирского и грузового поездов. Погибли не менее 15 человек, травмы получили порядка 50 человек[2].
- 15 мая — инцидент с CSX 8888, в результате которого неуправляемый поезд проследовал 66 миль (106 км) по штату Огайо.
- 26 мая — на SNCF установлен новый рекорд скорости. Поезд TGV дистанцию 1067,2 км между Кале и Марселем прошёл за 3 часа 29 минут со средней скоростью 317,46 км/ч.
- 13 августа — в Анголе сошёл с рельсов пассажирский поезд. Причина — сработавшее взрывное устройство. Погибли 412 человек, пропали без вести 259 человек[2].
- 31 октября — поезд TGV, следовавший из Парижа в Ирун, сошёл с рельсов на скорости 130 км/ч рядом с местечком Дакс на Юго-западе Франции. Все десять вагонов сошли с рельсов, задний головной вагон перевернулся. Причиной аварии стал сломанный рельс.
- 24 декабря — в Индонезии на острове Ява в городе Бребес произошло столкновение двух пассажирских поездов. Погибли 55 человек, травмы получили несколько десятков человек[2].
- Открыто движение на участке Аксу — Дегелен Казахстанской железной дороги.